# Sefanja (priester)
De vooraanstaande priester Zefanja, zoon van Maaseja, was de "tweede priester" onder Seraja tijdens de regering van Zedekia tevens gedurende het laatste decennium van het koninkrijk Juda.
Hij wordt verschillende malen genoemd in Jeremia (Jer. 21:1) als gezonden door de koning om bij Jeremia te informeren naar de komende weeën en om voorbede te vragen zodat het oordeel afgewend zal worden (Jer. 29:25, 26, 29; 37:3; 52:24). Hij is, samen met andere gevangen joden, door koning Nebukadnezar van Babylon ter dood gebracht "te Ribla in het land van Hamath". (Kon 25:21).